# Maluma (Sänger)

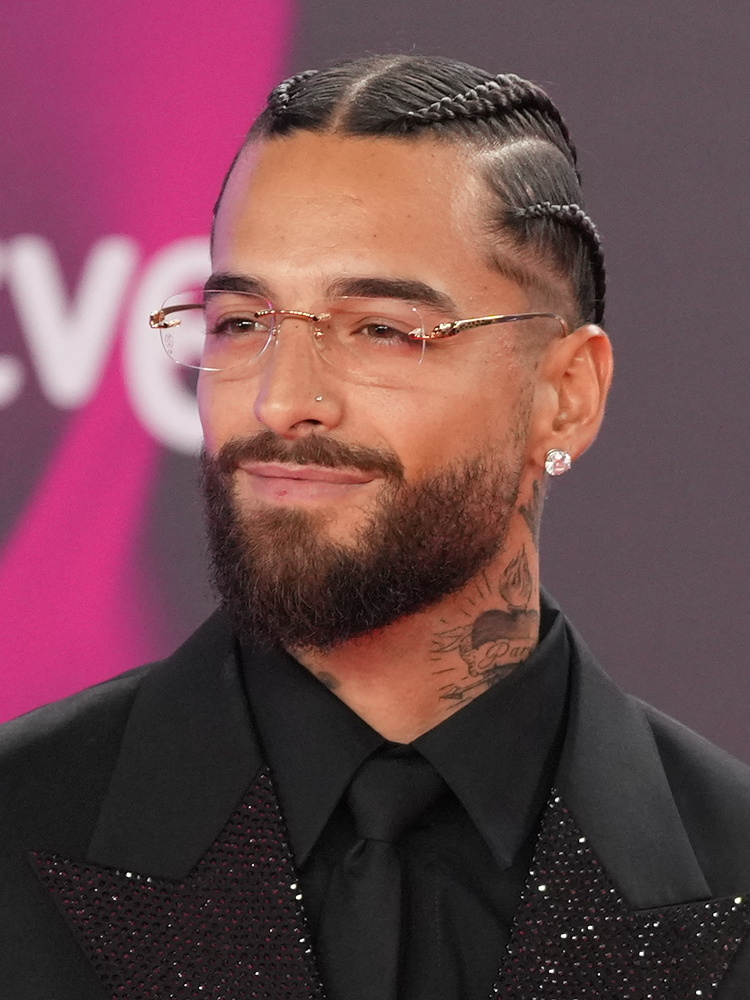
Maluma (2023)

Juan Luis Londoño Arias (* 28. Januar 1994 in Medellín, Kolumbien), bekannt unter seinem Künstlernamen Maluma, ist ein kolumbianischer Reggaeton-Sänger. 

## Leben
Malumas musikalische Karriere begann bereits im Kindesalter in seiner Heimatstadt Medellín.
Sein Lied Farandulera von 2011 wurde zu einem Hit in den lokalen Radios, woraufhin er vom kolumbianische Ableger von Sony Music einen Plattenvertrag erhielt. Als nächste Single erschien Loco, ein Lied über unkontrollierte Liebe. 2012 veröffentlichte Maluma sein erstes Studioalbum Magia, das in Kolumbien mit Gold ausgezeichnet wurde. Das Video zur Single Obsesión wurde am Bahnhof des Departments Antioquia gedreht und das kolumbianische Model Lina Posada ist darin zu sehen. Neben Obsesión wurden die Titel Miss Independent und Pasarla Bien als Singles des Albums veröffentlicht, die es beide in die Top 3 der kolumbianischen Charts schafften. Maluma wurde 2012 außerdem als Best New Artist bei den SHOCK Awards nominiert.
2013 veröffentlichte Maluma mit Primer Amor und Miss Independent die beiden letzten Singles seines ersten Albums und anschließend mit La Temperatura die erste Single seines zweiten Albums. Diese erreichte ebenfalls Positionen in der oberen Hälfte der Charts und verhalf Maluma zu Nominierungen bei den MTV Europe Music Awards 2013 und den Latin Grammys.

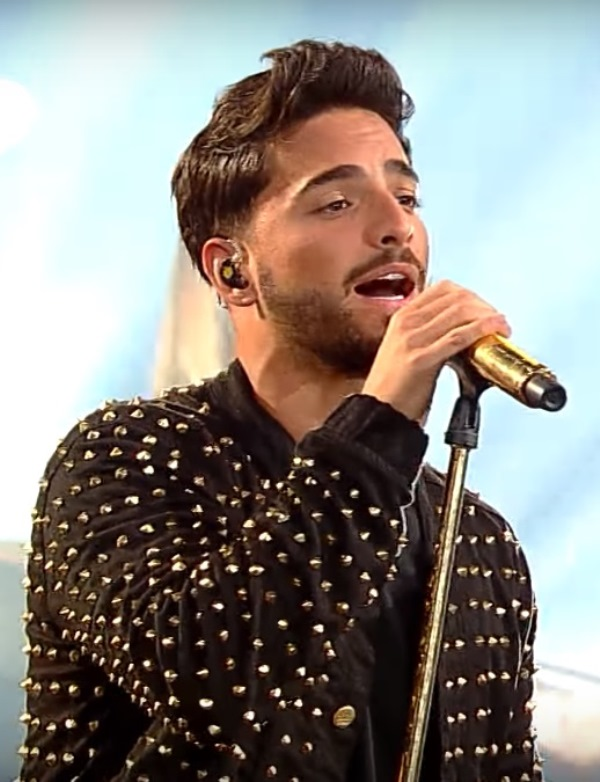
Maluma beim Festival de Viña del Mar 2017 in Chile

Im Jahr 2014 veröffentlichte Maluma die Musikvideos zu La Curiosidad, Addicted und Carnaval und nahm Songs mit international bekannten Musikern wie Elvis Crespo auf. Trotz seines jungen Alters wird Maluma bereits als einer der besten Sänger des Reggaetons in Lateinamerika angesehen.
Seine Pretty Boy / Dirty Boy Tour führte ihn 2014 unter anderem durch Bolivien, Kanada, Kolumbien, die Vereinigten Staaten, Ecuador und Venezuela. Des Weiteren trat Maluma im Juli 2014 bei den Premios Juventud auf. Im selben Monat wurde er als Juror für die Castingshow La Voz Kids angekündigt, die kolumbianische Version von The Voice Kids. Im August 2014 stand Maluma außerdem erstmals als Moderator bei der ersten Ausgabe der Kids’ Choice Awards Kolumbien auf der Bühne.
Maluma war 2016 und 2018 in drei verschiedenen Songs (Chantaje, Trap, Clandestino) der kolumbianischen Sängerin Shakira Gastmusiker. 2018 veröffentlichte Maluma sein drittes Studioalbum F.A.M.E. (Fe, Alma, Música, Esencia). Es enthält 15 Titel, darunter eine Salsa (Tanz)-Version von Felices los 4 mit Marc Anthony.

## Filmografie
- 2014–2015: La Voz Kids
- 2014: Kids’ Choice Awards Colombia 2014
- 2016: Nuestra Belleza Latina 2016
- 2017: X
- 2022: Marry Me – Verheiratet auf den ersten Blick (Marry Me)

## Diskografie
Studioalben

| Jahr | Titel Musiklabel                 | Höchstplatzierung, Gesamtwochen, AuszeichnungChartplatzierungen (Jahr, Titel, Musiklabel, Platzierungen, Wochen, Auszeichnungen, Anmerkungen) | Höchstplatzierung, Gesamtwochen, AuszeichnungChartplatzierungen (Jahr, Titel, Musiklabel, Platzierungen, Wochen, Auszeichnungen, Anmerkungen) | Höchstplatzierung, Gesamtwochen, AuszeichnungChartplatzierungen (Jahr, Titel, Musiklabel, Platzierungen, Wochen, Auszeichnungen, Anmerkungen) | Höchstplatzierung, Gesamtwochen, AuszeichnungChartplatzierungen (Jahr, Titel, Musiklabel, Platzierungen, Wochen, Auszeichnungen, Anmerkungen) | Höchstplatzierung, Gesamtwochen, AuszeichnungChartplatzierungen (Jahr, Titel, Musiklabel, Platzierungen, Wochen, Auszeichnungen, Anmerkungen) | Höchstplatzierung, Gesamtwochen, AuszeichnungChartplatzierungen (Jahr, Titel, Musiklabel, Platzierungen, Wochen, Auszeichnungen, Anmerkungen) | Höchstplatzierung, Gesamtwochen, AuszeichnungChartplatzierungen (Jahr, Titel, Musiklabel, Platzierungen, Wochen, Auszeichnungen, Anmerkungen) | Anmerkungen                            |
| Jahr | Titel Musiklabel                 | DE | AT | CH | UK | US | Latin | ES | Anmerkungen                            |
| ---- | -------------------------------- | --- | --- | --- | --- | --- | --- | --- | -------------------------------------- |
| 2012 | Magia Sony Music                 | — | — | — | — | — | — | — | Erstveröffentlichung: 7. August 2012   |
| 2015 | Pretty Boy, Dirty Boy Sony Music | — | — | — | — | — | Latin1 Diamant · (178 Wo.)Latin | ES2 (59 Wo.)ES | Erstveröffentlichung: 30. Oktober 2015 |
| 2018 | F.A.M.E. Sony Music              | DE74 (1 Wo.)DE | — | CH12 Platin · (9 Wo.)CH | — | US37 (6 Wo.)US | Latin1 ×4Diamant + Vierfachplatin · (109 Wo.)Latin                                                                                            | ES6 (25 Wo.)ES | Erstveröffentlichung: 17. Mai 2018     |
| 2019 | 11:11 Sony Music                 | DE77 (1 Wo.)DE | AT59 (1 Wo.)AT | CH6 Gold · (12 Wo.)CH | — | US30 (5 Wo.)US | Latin1 ×9Neunfachplatin · (83 Wo.)Latin | ES6 (31 Wo.)ES | Erstveröffentlichung: 17. Mai 2019     |
| 2020 | Papi Juancho Sony Music          | — | — | CH22 Gold · (2 Wo.)CH | — | US34 (24 Wo.)US | Latin2 ×2Diamant + Doppelplatin · (115 Wo.)Latin                                                                                              | ES2 Gold · (64 Wo.)ES | Erstveröffentlichung: 21. August 2020  |
| 2023 | Don Juan Sony Music              | — | — | — | — | US195 (1 Wo.)US | Latin11 ×5Fünffachplatin · (45 Wo.)Latin | ES7 (42 Wo.)ES | Erstveröffentlichung: 25. August 2023  |

## Tourneen
- 2014–15: Pretty Boy/Dirty Boy Tour
- 2017: WorldTour1
- 2018: F.A.M.E. Tour
- 2019: 11:11 Tour
- 2022: Papi Juancho Tour
- 2025: Pretty Boy, Dirty Boy Tour

## Auszeichnungen und Nominierungen

### Auszeichnungen
- 2013: Premios SHOCK: Bester Radiosong für La Temperatura
- 2014: Premios SHOCK: Künstler der Leute
- 2014: Premios SHOCK: Bester Künstler
- 2014: Premios SHOCK: Bester Radiosong für Addicted
- 2014: Premios Nuestra Tierra: Interpretation des Jahres für La Temperatura
- 2014: MTV Millennial Awards: Kolumbianischer Künstler des Jahres
- 2014: Kids’ Choice Awards Kolumbien: Lieblingskünstler
- 2020: MTV Video Music Awards: Best Latin

### Nominierungen
- 2012: Premios SHOCK: Bester neuer Künstler
- 2013: MTV Europe Music Awards: Bester Künstler aus dem zentralen Lateinamerika
- 2013: Latin Grammy: Bester neuer Künstler
- 2014: Premios SHOCK: Bester Künstler
- 2014: MTV Millennial Awards: Latino Star auf Instagram
- 2014: MTV Millennial Awards: Millennial + Hot
- 2014: Premios Tu Mundo: Song zum Beginn einer Party für  La Temperatura
- 2015: Latin Grammy: Beste Interpretation für El Tiki
- 2015: Kids’ Choice Awards: Bester lateinamerikanischer Künstler
- 2015: Latin American Music Awards: Neuer Künstler